# Peinture ombre
La peinture ombre (Shadow Paint) est une méthode pour rendre les ombres en dessin animé conçue en 1935 par les animateurs des studios Disney. C'est une technique d'animation consistant à photographier les scènes en deux passes, dont l'une avec des ombres opaques, de sorte que les parties sans ombres soient correctement exposées, tandis que les parties ombrées sont sous-exposées.

## Historique
Le court métrage L'Arche de Noé (1933) de la série Silly Symphonies montre la nécessité de cette méthode. Dans ce film, l'ombre est en noir pur et le rendu n'est pas satisfaisant pour le studio. Mais on peut très difficilement peindre une transparence en aplat parfait sur un cellulo.
Pour la scène du prince saxophone enfermé dans une prison-métronome du court-métrage d'animation Jazz Band contre Symphony Land (1935), le studio fit dessiner des cellulos ne comprenant que les ombres, en noir opaque. On photographia d'abord les dessins avec les trois couches de cellulos : au-dessus, les personnages, au milieu, les ombres noires opaques, au-dessous les fonds ; puis, revenant en marche arrière au point de départ, seulement les personnages et les fonds. De la sorte, l'ensemble a été exposé deux fois, sauf la partie interceptée par les cellulos d'ombrage qui, exposée une seule fois, est plus sombre.
Malgré la complication de la prise de vues, les studios ont encore utilisé le procédé par exposition multiple dans Moth and the Flame (1938).
Depuis, la technique est utilisée dans la plupart des productions travaillant avec des cellulos.

## Techniques
Le dessin des ombres portées est une spécialité technique : il faut imaginer la combinaison de la forme de l'objet et celle du relief du fond sur laquelle l'ombre se projette.
L'animation par ordinateur a éliminé le problème qui obligeait à cette technique. Les « calques » de l'infographie peuvent avoir des aplats impeccables dont le canal alpha règle la transparence. Le problème du dessin des ombres subsiste quand on dessine, en deux dimensions. Lorsqu'on crée des éléments virtuels en volume en infographie tridimensionnelle, la machine calcule les ombres portées aussi bien que l'ombre propre (le modelé) des objets à partir de la définition des sources de lumière.